# خالد عبد الرؤوف
خالد عبد الرؤوف الزريقي (مواليد 14 نوفمبر 1989) هو لاعب كرة قدم قطري يجيد اللعب كلاعب وسط لصالح نادي أم صلال ومنتخب قطر.

## مسيرة اللاعب
لعب سابقاً مع أندية السد والخور و الجيش و نادي الغرافة ونادي قطر ونادي أم صلال.

## روابط خارجية
- خالد عبد الرؤوف على موقع أرشيف الشارخ.
- خالد عبد الرؤوف على موقع قاعدة بيانات كرة القدم.إي يو (الإنجليزية)
- خالد عبد الرؤوف على موقع ناشيونال فوتبول تيمز (الإنجليزية)
- خالد عبد الرؤوف على موقع Soccerway.com (الإنجليزية)